# Années 260
Les années 260 couvrent la période de 260 à 269.

## Événements

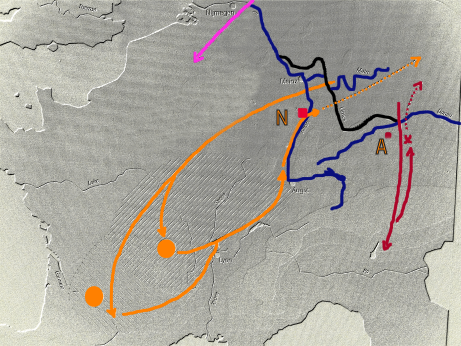
260 : les raids pillage des Alamans (orange), des Juthunges (rouge) et des Francs (rose). N = Neupotz, A = Augsbourg

- Vers 259-260 : chute du limes de Germanie ; abandon définitif des champs Décumates et repli de la frontière militaire romaine sur le Rhin et le Danube face aux incursions des Alamans et des Juthunges[1].
- Vers 260-270 : distribution de blé à Oxyrhynque, Alexandrie et Hermopolis en Égypte[2].
- Vers 260 : 
  - les Tabghach ou Tuoba (T'o-Pa), originaires du Baïkal s’installent dans le Shanxi septentrional (Datong, en Chine[3].
  - Datawnas, roi d’Aksoum (Éthiopie)[4].

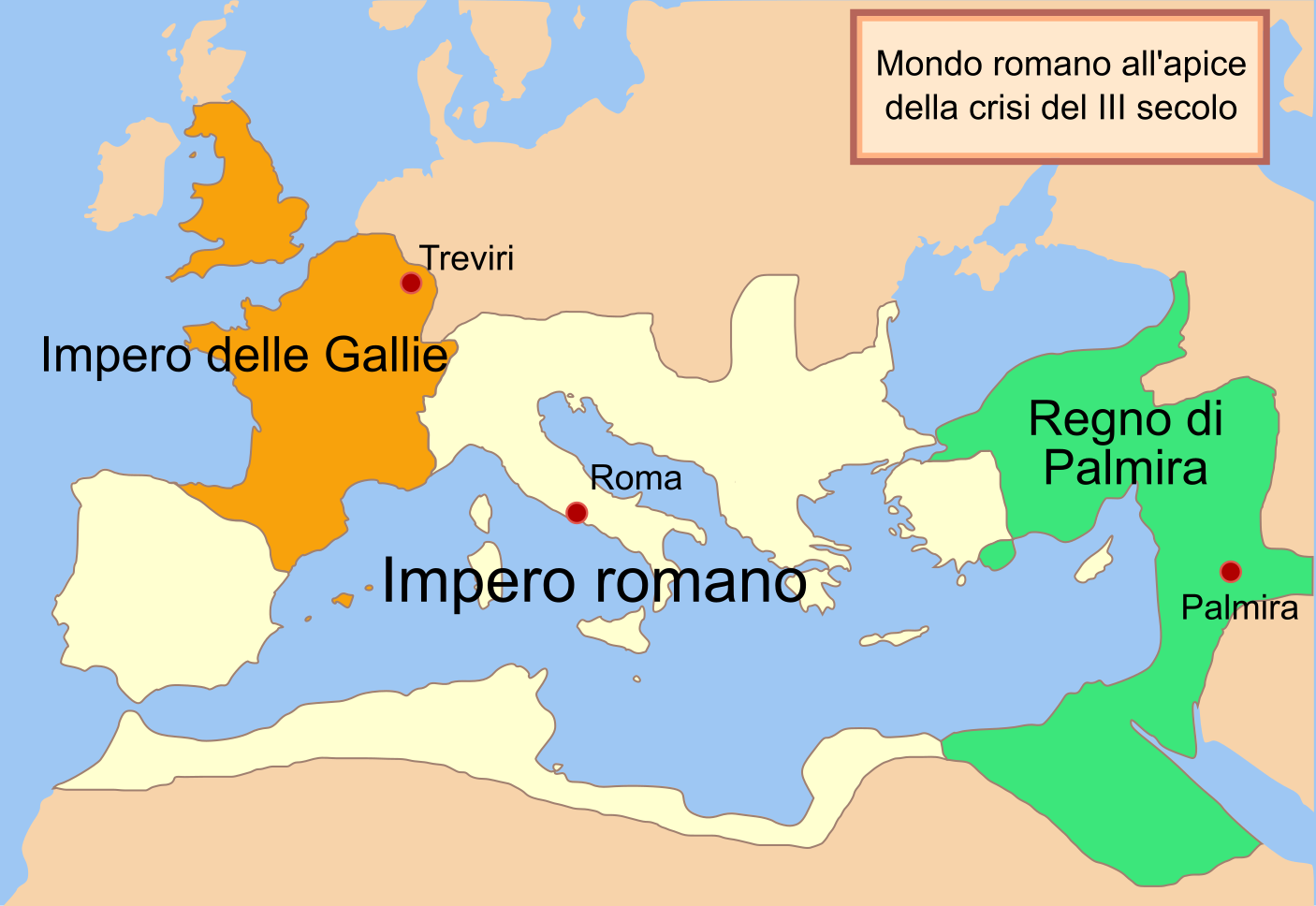
L'Empire romain divisé pendant la Crise du troisième siècle

- 260 : l'empereur Valérien est battu et fait prisonnier avec 70 000 hommes par le roi sassanide Chapour Ier à la bataille d'Édesse[5].
- 260-303 :l'édit de tolérance de Gallien abroge l’édit de persécution des chrétiens de 257[6], ouvrant une période connue comme la « petite paix de l'Église ».
- 260-270 : poursuite de la crise du troisième siècle dans l'empire romain [7] ; les Trente Tyrans (253-270)[8].
- 260-274 : Empire des Gaules ; usurpations de Postumus, commandant des légions du Rhin, et de Tétricus[9].
- 260-261 : campagne de Shapur Ier contre Rome en Mésopotamie[5].
- 262-264 : Odénat de Palmyre reprend la Mésopotamie à Shapur Ier pour le compte de Rome[5].
- 263-266 : les Goths, dirigés par Respa, Veduco, Thuro et Varo, envahissent l’Asie Mineure par la mer. Ils pillent Héraclée, Chalcédoine, Ilion, Pessinonte, et détruisent le temple d'Artémis à Éphèse[10].
- 263 : expédition de Gallien contre Postumus en Gaule[5].
- Après 263 : les Alamans occupent les Champs décumates[11].
- 266 : début de la dynastie Jin. Elle met fin à la période des Trois Royaumes de Chine en annexant le royaume de Wu en 280[12].
- 267-268 : première guerre de Rome contre les Goths. Bataille de Naissus[13].

## Personnages significatifs

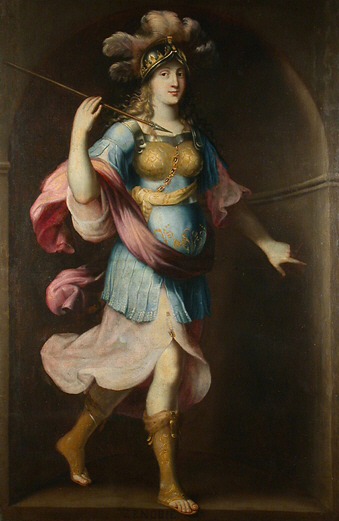
Zénobie de Palmyre vue par Carlo Antonio Tavella, (1668–1738).

- Auréolus
- Claude II le Gothique
- Félix Ier
- Gallien
- Macrien
- Odénat
- Plotin
- Postume
- Sima Zhao
- Victorinus
- Zénobie